# 斯塔夫恰尼 (利維夫州)
49°45′27″N 23°50′21″E / 49.75750°N 23.83917°E
斯塔夫恰尼（羅馬化：Stavchany）是烏克蘭西部的村莊，隸屬利維夫州的利維夫區。該村始建於1375年，面積4.56平方公里，海拔高度281米，2020年人口1,775，人口密度每平方公里389.25人。